# 12 Heures de Sebring 2002
Navigation
Édition précédente Édition suivante
Les 12 Heures de Sebring 2002 sont la 50e édition de l'épreuve et la 1re manche de l'American Le Mans Series 2002. Elles ont été remportées le 16 mars 2002 par l'Audi no 02 de Johnny Herbert, Christian Pescatori et Rinaldo Capello.

## Circuit

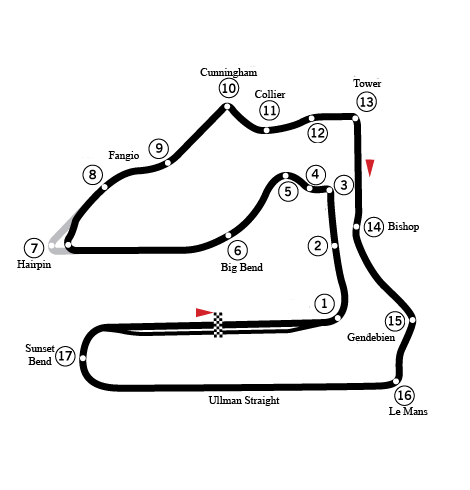
Le Sebring International Raceway, cadre des 12 Heures de Sebring 2002.

Les 12 Heures de Sebring 2002 se déroulent sur le Sebring International Raceway situé en Floride. Il est composé de deux longues lignes droites, séparées par des courbes rapides ainsi que quelques chicanes. Ce tracé a un grand passé historique car il est utilisé pour des courses automobiles depuis 1950. Ce circuit est célèbre car il a accueilli la Formule 1.

## Résultats
Voici le classement au terme de la course.
- Les vainqueurs de chaque catégorie sont signalés par un fond jauni.
- Pour la colonne Pneus, il faut passer le curseur au-dessus du modèle pour connaître le manufacturier de pneumatiques.

| Pos    | Cat    | n° | Équipe                                           | Pilotes                                               | Châssis                           | Pneus | Tours |
| Pos    | Cat    | n° | Équipe                                           | Pilotes                                               | Moteur                            | Pneus | Tours |
| ------ | ------ | -- | ------------------------------------------------ | ----------------------------------------------------- | --------------------------------- | ----- | ----- |
| 1      | LMP900 | 2  | Audi Sport North America                         | Johnny Herbert Christian Pescatori Rinaldo Capello    | Audi R8                           | M     | 346   |
| 1      | LMP900 | 2  | Audi Sport North America                         | Johnny Herbert Christian Pescatori Rinaldo Capello    | Audi 3.6 L Turbo V8               | M     | 346   |
| 2      | LMP900 | 38 | Champion Racing                                  | Andy Wallace Stefan Johansson Jan Lammers             | Audi R8                           | M     | 345   |
| 2      | LMP900 | 38 | Champion Racing                                  | Andy Wallace Stefan Johansson Jan Lammers             | Audi 3.6 L Turbo V8               | M     | 345   |
| 3      | LMP900 | 36 | Riley & Scott Racing Jim Matthews Racing         | Jim Matthews Marc Goossens Guy Smith                  | Riley & Scott Mk III C            | G     | 337   |
| 3      | LMP900 | 36 | Riley & Scott Racing Jim Matthews Racing         | Jim Matthews Marc Goossens Guy Smith                  | Élan 6L8 6.0 L V8                 | G     | 337   |
| 4      | LMP900 | 16 | Dyson Racing Team                                | Butch Leitzinger Elliott Forbes-Robinson James Weaver | Riley & Scott Mk III              | G     | 330   |
| 4      | LMP900 | 16 | Dyson Racing Team                                | Butch Leitzinger Elliott Forbes-Robinson James Weaver | Lincoln (Élan) 6.0 L V8           | G     | 330   |
| 5      | LMP900 | 1  | Audi Sport North America                         | Tom Kristensen Emanuele Pirro Frank Biela             | Audi R8                           | M     | 327   |
| 5      | LMP900 | 1  | Audi Sport North America                         | Tom Kristensen Emanuele Pirro Frank Biela             | Audi 3.6 L Turbo V8               | M     | 327   |
| 6      | LMP900 | 21 | Team Ascari                                      | Christian Vann Ben Collins Justin Wilson              | Ascari KZR-1                      | G     | 323   |
| 6      | LMP900 | 21 | Team Ascari                                      | Christian Vann Ben Collins Justin Wilson              | Judd GV4 4.0 L V10                | G     | 323   |
| 7      | LMP675 | 37 | Intersport                                       | Jon Field Duncan Dayton Mike Durand                   | MG-Lola EX257                     | A     | 323   |
| 7      | LMP675 | 37 | Intersport                                       | Jon Field Duncan Dayton Mike Durand                   | MG (AER) XP20 2.0 L Turbo I4      | A     | 323   |
| 8      | LMP900 | 51 | Panoz Motor Sports                               | Bryan Herta Bill Auberlen David Donohue               | Panoz LMP01 Evo                   | M     | 319   |
| 8      | LMP900 | 51 | Panoz Motor Sports                               | Bryan Herta Bill Auberlen David Donohue               | Élan 6L8 6.0 L V8                 | M     | 319   |
| 9      | GTS    | 3  | Corvette Racing                                  | Ron Fellows Johnny O'Connell Oliver Gavin             | Chevrolet Corvette C5-R           | G     | 317   |
| 9      | GTS    | 3  | Corvette Racing                                  | Ron Fellows Johnny O'Connell Oliver Gavin             | Chevrolet 7.0 L V8                | G     | 317   |
| 10     | GTS    | 26 | Konrad Motorsport                                | Franz Konrad Terry Borcheller Toni Seiler             | Saleen S7-R                       | P     | 309   |
| 10     | GTS    | 26 | Konrad Motorsport                                | Franz Konrad Terry Borcheller Toni Seiler             | Ford 7.0 L V8                     | P     | 309   |
| 11     | GTS    | 86 | Larbre Compétition Chereau                       | Christophe Bouchut Vincent Vosse                      | Chrysler Viper GTS-R              | M     | 309   |
| 11     | GTS    | 86 | Larbre Compétition Chereau                       | Christophe Bouchut Vincent Vosse                      | Chrysler 8.0 L V10                | M     | 309   |
| 12     | GT     | 23 | Alex Job Racing                                  | Sascha Maassen Lucas Luhr                             | Porsche 911 GT3-RS                | M     | 306   |
| 12     | GT     | 23 | Alex Job Racing                                  | Sascha Maassen Lucas Luhr                             | Porsche 3.6 L Flat-6              | M     | 306   |
| 13     | GTS    | 4  | Corvette Racing                                  | Andy Pilgrim Kelly Collins Franck Fréon               | Chevrolet Corvette C5-R           | G     | 306   |
| 13     | GTS    | 4  | Corvette Racing                                  | Andy Pilgrim Kelly Collins Franck Fréon               | Chevrolet 7.0 L V8                | G     | 306   |
| 14     | GT     | 52 | Seikel Motorsport                                | Hugh Plumb Philip Collin Andrew Bagnall               | Porsche 911 GT3-RS                | Y     | 295   |
| 14     | GT     | 52 | Seikel Motorsport                                | Hugh Plumb Philip Collin Andrew Bagnall               | Porsche 3.6 L Flat-6              | Y     | 295   |
| 15     | GT     | 60 | P.K. Sport                                       | Robin Liddell Fabio Babini Giovanni Anapoli           | Porsche 911 GT3-RS                | P     | 295   |
| 15     | GT     | 60 | P.K. Sport                                       | Robin Liddell Fabio Babini Giovanni Anapoli           | Porsche 3.6 L Flat-6              | P     | 295   |
| 16     | GT     | 67 | The Racer's Group                                | Larry Schumacher Robert Nagel Jim Pace                | Porsche 911 GT3-RS                | M     | 295   |
| 16     | GT     | 67 | The Racer's Group                                | Larry Schumacher Robert Nagel Jim Pace                | Porsche 3.6 L Flat-6              | M     | 295   |
| 17     | GT     | 61 | P.K. Sport                                       | Piers Masarati Basil Demeroutis Keith Alexander       | Porsche 911 GT3-R                 | P     | 291   |
| 17     | GT     | 61 | P.K. Sport                                       | Piers Masarati Basil Demeroutis Keith Alexander       | Porsche 3.6 L Flat-6              | P     | 291   |
| 18     | GTS    | 45 | American Viperacing                              | Shane Lewis Norman Goldrich Rick Fairbanks            | Dodge Viper GTS-R                 | P     | 289   |
| 18     | GTS    | 45 | American Viperacing                              | Shane Lewis Norman Goldrich Rick Fairbanks            | Dodge 8.0 L V10                   | P     | 289   |
| 19     | GT     | 43 | Orbit                                            | Leo Hindery Peter Baron Mike Borkowski                | Porsche 911 GT3-RS                | M     | 287   |
| 19     | GT     | 43 | Orbit                                            | Leo Hindery Peter Baron Mike Borkowski                | Porsche 3.6 L Flat-6              | M     | 287   |
| 20     | GT     | 85 | 917 Racing Team Larbre Compétition               | Hervé Clément Bernard Simmenauer André Ahrlé          | Porsche 911 GT3-RS                | M     | 286   |
| 20     | GT     | 85 | 917 Racing Team Larbre Compétition               | Hervé Clément Bernard Simmenauer André Ahrlé          | Porsche 3.6 L Flat-6              | M     | 286   |
| 21     | GT     | 53 | Seikel Motorsport                                | Alex Caffi Luca Riccitelli Gabrio Rosa                | Porsche 911 GT3-RS                | Y     | 285   |
| 21     | GT     | 53 | Seikel Motorsport                                | Alex Caffi Luca Riccitelli Gabrio Rosa                | Porsche 3.6 L Flat-6              | Y     | 285   |
| 22 Abd | GT     | 22 | Alex Job Racing                                  | Timo Bernhard Jörg Bergmeister Marc Lieb              | Porsche 911 GT3-RS                | M     | 277   |
| 22 Abd | GT     | 22 | Alex Job Racing                                  | Timo Bernhard Jörg Bergmeister Marc Lieb              | Porsche 3.6 L Flat-6              | M     | 277   |
| 23     | GT     | 58 | Freisinger Motorsport                            | Chip Vance Stephen Southard Georges Forgeois          | Porsche 911 GT3-RS                | D     | 275   |
| 23     | GT     | 58 | Freisinger Motorsport                            | Chip Vance Stephen Southard Georges Forgeois          | Porsche 3.6 L Flat-6              | D     | 275   |
| 24     | LMP900 | 20 | Dyson Racing Team                                | Dorsey Schroeder Chris Dyson Rob Dyson                | Riley & Scott Mk III              | G     | 273   |
| 24     | LMP900 | 20 | Dyson Racing Team                                | Dorsey Schroeder Chris Dyson Rob Dyson                | Lincoln (Élan) 6.0 L V8           | G     | 273   |
| 25     | LMP675 | 40 | Racing Organisation Course                       | Ryan Jones Jeff Jones Jeffrey Jones                   | Reynard 2KQ-LM                    | M     | 271   |
| 25     | LMP675 | 40 | Racing Organisation Course                       | Ryan Jones Jeff Jones Jeffrey Jones                   | Volkswagen HPT 2.0 L Turbo I4     | M     | 271   |
| 26     | LMP675 | 24 | AutoExe Motorsports                              | Jim Downing John Fergus Yojiro Terada                 | AutoExe (WR) LMP-02               | G     | 267   |
| 26     | LMP675 | 24 | AutoExe Motorsports                              | Jim Downing John Fergus Yojiro Terada                 | Mazda R26B 2.6 L 4-Rotor          | G     | 267   |
| 27 Abd | LMP900 | 7  | Team Cadillac                                    | Emmanuel Collard Éric Bernard JJ Lehto                | Cadillac Northstar LMP-02         | M     | 256   |
| 27 Abd | LMP900 | 7  | Team Cadillac                                    | Emmanuel Collard Éric Bernard JJ Lehto                | Cadillac Northstar 4.0 L Turbo V8 | M     | 256   |
| 28     | LMP675 | 11 | KnightHawk Racing                                | Andy Lally Steven Knight Jonny Kane                   | MG-Lola EX257                     | A     | 256   |
| 28     | LMP675 | 11 | KnightHawk Racing                                | Andy Lally Steven Knight Jonny Kane                   | MG (AER) XP20 2.0 L Turbo I4      | A     | 256   |
| 29     | LMP900 | 19 | Team Ascari                                      | Timothy Bell Werner Lupberger Kristian Kolby          | Ascari KZR-1                      | G     | 255   |
| 29     | LMP900 | 19 | Team Ascari                                      | Timothy Bell Werner Lupberger Kristian Kolby          | Judd GV4 4.0 L V10                | G     | 255   |
| 30     | GTS    | 77 | Prodrive                                         | Tomáš Enge Rickard Rydell Alain Menu                  | Ferrari 550-GTS Maranello         | M     | 252   |
| 30     | GTS    | 77 | Prodrive                                         | Tomáš Enge Rickard Rydell Alain Menu                  | Ferrari 5.9 L V12                 | M     | 252   |
| 31     | LMP900 | 8  | Team Cadillac                                    | Max Angelelli Wayne Taylor Christophe Tinseau         | Cadillac Northstar LMP-02         | M     | 236   |
| 31     | LMP900 | 8  | Team Cadillac                                    | Max Angelelli Wayne Taylor Christophe Tinseau         | Cadillac Northstar 4.0 L Turbo V8 | M     | 236   |
| 32 Abd | LMP675 | 28 | Welter Racing                                    | A.J. Smith Stéphane Daoudi Jean-René de Fournoux      | WR LMP02                          | M     | 232   |
| 32 Abd | LMP675 | 28 | Welter Racing                                    | A.J. Smith Stéphane Daoudi Jean-René de Fournoux      | Peugeot 2.0 L Turbo I4            | M     | 232   |
| 33 Abd | GTS    | 5  | Park Place Racing                                | Chris Bingham Vic Rice Peter MacLeod                  | Saleen S7-R                       | Y     | 228   |
| 33 Abd | GTS    | 5  | Park Place Racing                                | Chris Bingham Vic Rice Peter MacLeod                  | Ford 7.0 L V8                     | Y     | 228   |
| 34     | GT     | 32 | JMB Racing                                       | Oswaldo Negri, Jr. Joe Vannini Andrea Garbagnati      | Ferrari 360 Modena N-GT           | P     | 228   |
| 34     | GT     | 32 | JMB Racing                                       | Oswaldo Negri, Jr. Joe Vannini Andrea Garbagnati      | Ferrari 3.6 L V8                  | P     | 228   |
| 35 Abd | GTS    | 46 | Carsport Holland Racing Box                      | Mike Hezemans Anthony Kumpen Luca Cappellari          | Chrysler Viper GTS-R              | P     | 194   |
| 35 Abd | GTS    | 46 | Carsport Holland Racing Box                      | Mike Hezemans Anthony Kumpen Luca Cappellari          | Chrysler 8.0 L V10                | P     | 194   |
| 36 Abd | LMP900 | 00 | Gunnar Racing                                    | Gunnar Jeannette Chad Block Wayne Johnson             | Panoz LMP-1 Roadster-S            | G     | 148   |
| 36 Abd | LMP900 | 00 | Gunnar Racing                                    | Gunnar Jeannette Chad Block Wayne Johnson             | Élan 6L8 6.0 L V8                 | G     | 148   |
| 37 Abd | LMP900 | 18 | MBD Sportscar                                    | Rick Sutherland Didier de Radigues Bruno Lambert      | Panoz LMP07                       | G     | 146   |
| 37 Abd | LMP900 | 18 | MBD Sportscar                                    | Rick Sutherland Didier de Radigues Bruno Lambert      | Mugen MF408S 4.0 L V8             | G     | 146   |
| 38 Abd | GT     | 65 | Harlow Motorsport                                | Terry Rymer Mike Youles Johnny Mowlem                 | Porsche 911 GT3-R                 | D     | 144   |
| 38 Abd | GT     | 65 | Harlow Motorsport                                | Terry Rymer Mike Youles Johnny Mowlem                 | Porsche 3.6 L Flat-6              | D     | 144   |
| 39 Abd | LMP675 | 69 | Kyser Racing                                     | Kyle Wankum Joe Foster Doc Bundy                      | Lola B2K/40                       | D     | 139   |
| 39 Abd | LMP675 | 69 | Kyser Racing                                     | Kyle Wankum Joe Foster Doc Bundy                      | Nissan (AER) VQL 3.0 L V6         | D     | 139   |
| 40 Abd | LMP675 | 41 | Noël del Bello Racing Racing Organisation Course | Mark Smithson Jean-Denis Delétraz Christophe Pillon   | Reynard 2KQ-LM                    | M     | 134   |
| 40 Abd | LMP675 | 41 | Noël del Bello Racing Racing Organisation Course | Mark Smithson Jean-Denis Delétraz Christophe Pillon   | Volkswagen HPT 2.0 L Turbo I4     | M     | 134   |
| 41 Abd | GT     | 99 | Cirtek Motorsport                                | Chris Gleason Paul Dawson Rob Wilson                  | Porsche 911 GT3-R                 | D     | 134   |
| 41 Abd | GT     | 99 | Cirtek Motorsport                                | Chris Gleason Paul Dawson Rob Wilson                  | Porsche 3.6 L Flat-6              | D     | 134   |
| 42 Abd | GT     | 42 | Orbit                                            | Gary Schultheis Grady Willingham Tony Kester          | Porsche 911 GT3-RS                | M     | 107   |
| 42 Abd | GT     | 42 | Orbit                                            | Gary Schultheis Grady Willingham Tony Kester          | Porsche 3.6 L Flat-6              | M     | 107   |
| 43 Abd | GTS    | 44 | American Viperacing                              | Simon Gregg Marc Bunting Tom Weickardt                | Dodge Viper GTS-R                 | P     | 104   |
| 43 Abd | GTS    | 44 | American Viperacing                              | Simon Gregg Marc Bunting Tom Weickardt                | Dodge 8.0 L V10                   | P     | 104   |
| 44 Abd | GT     | 12 | Spyker Squadron                                  | Derek Hill Peter Kox Hans Hugenholtz                  | Spyker C8 Double-12R              | D     | 92    |
| 44 Abd | GT     | 12 | Spyker Squadron                                  | Derek Hill Peter Kox Hans Hugenholtz                  | BMW (Mader) 4.0 L V8              | D     | 92    |
| 45 Abd | LMP900 | 17 | MBD Sportscars                                   | Scott Maxwell John Graham Milka Duno                  | Panoz LMP07                       | G     | 78    |
| 45 Abd | LMP900 | 17 | MBD Sportscars                                   | Scott Maxwell John Graham Milka Duno                  | Mugen MF408S 4.0 L V8             | G     | 78    |
| 46 Abd | LMP900 | 50 | Panoz Motor Sports                               | David Brabham Jan Magnussen Eric van de Poele         | Panoz LMP01 Evo                   | M     | 56    |
| 46 Abd | LMP900 | 50 | Panoz Motor Sports                               | David Brabham Jan Magnussen Eric van de Poele         | Élan 6L8 6.0 L V8                 | M     | 56    |
| 47 Abd | LMP900 | 30 | Intersport                                       | John Macaluso Mark Neuhaus Butch Birckell             | Lola B2K/10B                      | G     | 53    |
| 47 Abd | LMP900 | 30 | Intersport                                       | John Macaluso Mark Neuhaus Butch Birckell             | Judd GV4 4.0 L V10                | G     | 53    |
| 48 Abd | GT     | 79 | J-3 Racing                                       | David Murry Justin Jackson Mike Fitzgerald            | Porsche 911 GT3-RS                | D     | 53    |
| 48 Abd | GT     | 79 | J-3 Racing                                       | David Murry Justin Jackson Mike Fitzgerald            | Porsche 3.6 L Flat-6              | D     | 53    |
| 49 Abd | GT     | 66 | The Racer's Group                                | Kevin Buckler Michael Schrom Darren Law               | Porsche 911 GT3-RS                | M     | 42    |
| 49 Abd | GT     | 66 | The Racer's Group                                | Kevin Buckler Michael Schrom Darren Law               | Porsche 3.6 L Flat-6              | M     | 42    |
| 50 Abd | GT     | 29 | Sebah Automotive Ltd.                            | Bart Hayden Mark Griffiths Stephen Earle              | Porsche 911 GT3-R                 | D     | 37    |
| 50 Abd | GT     | 29 | Sebah Automotive Ltd.                            | Bart Hayden Mark Griffiths Stephen Earle              | Porsche 3.6 L Flat-6              | D     | 37    |
| 51 Abd | GTS    | 83 | Graham Nash Motorsport                           | Ian McKellar Thomas Erdos Ron Johnson                 | Saleen S7-R                       | P     | 36    |
| 51 Abd | GTS    | 83 | Graham Nash Motorsport                           | Ian McKellar Thomas Erdos Ron Johnson                 | Ford 7.0 L V8                     | P     | 36    |
| 52 Abd | GT     | 31 | JMB Racing                                       | Peter Argetsinger Ryan Hunter-Reay Andrea Montermini  | Ferrari 360 Modena N-GT           | P     | 28    |
| 52 Abd | GT     | 31 | JMB Racing                                       | Peter Argetsinger Ryan Hunter-Reay Andrea Montermini  | Ferrari 3.6 L V8                  | P     | 28    |
| 53 Abd | LMP675 | 55 | Team Bucknum Racing                              | Chris McMurry Bryan Willman Pierre Ehret              | Pilbeam (en) MP84                 | A     | 21    |
| 53 Abd | LMP675 | 55 | Team Bucknum Racing                              | Chris McMurry Bryan Willman Pierre Ehret              | Nissan (AER) VQL 3.0 L V6         | A     | 21    |
| 54 Abd | LMP900 | 27 | Doran Lista Racing                               | Didier Theys Fredy Lienhard Mauro Baldi               | Dallara SP1                       | Y     | 20    |
| 54 Abd | LMP900 | 27 | Doran Lista Racing                               | Didier Theys Fredy Lienhard Mauro Baldi               | Judd GV4 4.0 L V10                | Y     | 20    |
| 55 Abd | GT     | 57 | Freisinger Motorsport                            | Hans Fertl Romain Dumas Ni Amorim                     | Porsche 911 GT3-RS                | D     | 19    |
| 55 Abd | GT     | 57 | Freisinger Motorsport                            | Hans Fertl Romain Dumas Ni Amorim                     | Porsche 3.6 L Flat-6              | D     | 19    |
| 56 Abd | GT     | 33 | MSB Motorsport                                   | Marino Franchitti Ralf Kelleners                      | Ferrari 360 Modena GT             | G     | 12    |
| 56 Abd | GT     | 33 | MSB Motorsport                                   | Marino Franchitti Ralf Kelleners                      | Ferrari 3.6 L V8                  | G     | 12    |
| 57 Abd | LMP675 | 56 | Team Bucknum Racing                              | Jeff Bucknum Dick Downs Allan Ziegelman               | Pilbeam (en) MP84                 | A     | 11    |
| 57 Abd | LMP675 | 56 | Team Bucknum Racing                              | Jeff Bucknum Dick Downs Allan Ziegelman               | Nissan (AER) VQL 3.0 L V6         | A     | 11    |
| 58 Abd | GTS    | 0  | Team Olive Garden                                | Mimmo Schiattarella Emanuele Naspetti Johnny Cecotto  | Ferrari 550 Maranello             | M     | 11    |
| 58 Abd | GTS    | 0  | Team Olive Garden                                | Mimmo Schiattarella Emanuele Naspetti Johnny Cecotto  | Ferrari 6.0 L V12                 | M     | 11    |
| Dsq†   | GTS    | 25 | Konrad Motorsport                                | Charles Slater Gavin Pickering Walter Brun            | Saleen S7-R                       | P     | 44    |
| Dsq†   | GTS    | 25 | Konrad Motorsport                                | Charles Slater Gavin Pickering Walter Brun            | Ford 7.0 L V8                     | P     | 44    |
| Np     | LMP675 | 89 | Porschehaus Racing                               | Stephane Veilleux Robert Julien Adam Merzon           | Lola B2K/40                       | D     | -     |
| Np     | LMP675 | 89 | Porschehaus Racing                               | Stephane Veilleux Robert Julien Adam Merzon           | Nissan (AER) VQL 3.0 L V6         | D     | -     |
| Np     | LMP900 | 87 | Sezio Florida Racing Team                        | John Mirro Georges Forgeois François O'Born           | Norma M2000                       | P     | -     |
| Np     | LMP900 | 87 | Sezio Florida Racing Team                        | John Mirro Georges Forgeois François O'Born           | Ford (Kinetic) 6.0 L V8           | P     | -     |

† - #25 a été disqualifié pour avoir reçu une assistance extérieure sur la piste.